# Yosemite Valley (California)
Yosemite Valley è un census-designated place (CDP) degli Stati Uniti d'America situato in California, nella contea di Mariposa.